# Проевце
Проевце или Проевци (на македонска литературна норма: Проевце; на албански: Prijovca; на турски: Barakli) е село в Северна Македония, в община Куманово.

## География
Селото е разположено в областта Жеглигово на три километра източно от общинския център Куманово.

## История
В края на XIX век Проевце е българско село в Кумановска каза на Османската империя. Според статистиката на Васил Кънчов („Македония. Етнография и статистика“) от 1900 година Проевци (Баракли) е село, населявано от 96 жители българи християни.
Цялото население на селото е под върховенството на Българската екзархия. По данни на секретаря на екзархията Димитър Мишев („La Macédoine et sa Population Chrétienne“) в 1905 година в Проевци има 96 българи екзархисти.
Според преброяването от 1994 година Проевце има 1944 жители, от които 1864 северномакедонци, 70 сърби, 4 роми, 1 турчин и 4 не посочили национална принадлежност. Според преброяването от 2002 година селото има 2311 жители.
| Националност     | Всичко |
| северномакедонци | 2218   |
| албанци          | 0      |
| турци            | 0      |
| роми             | 18     |
| власи            | 0      |
| сърби            | 73     |
| бошняци          | 0      |
| други            | 2      |

## Личности
Родени в Проевце
- Димитър Младенов (Димитрие Младенович) (1794 – 1890), сръбски патриаршистки свещеник